# Møller Bank
Die Møller Bank (englisch) ist eine submarine Bank vor der Mawson-Küste des ostantarktischen Mac-Robertson-Lands. In der Holme Bay liegt sie in einer Wassertiefe von mindestens 32 m am nördlichen Ende der Kista Strait in einer Entfernung von 1,5 km westlich von Welch Island.
Der australische Hydrographen D’Arcy Thomas Gale (* 1911) kartierte sie im Februar 1961 im Zuge einer der Australian National Antarctic Research Expeditions. Das Antarctic Names Committee of Australia benannte sie 1961 nach J. Wennerberg Møller, dritter Maat an Bord der Thala Dan, der an den für die Kartierung erforderlichen Vermessungsarbeiten beteiligt war.